# Żytyń Wielki
Żytyń Wielki (ukr. Великий Житин, Wełykyj Żytyn) – miejscowość na Ukrainie, w obwodzie rówieńskim, na Wołyniu.
Wieś znajduje się na północny wschód od miasta Równe.

## Historia
W okresie międzywojennym Żytyń Wielki był położony w granicach Polski, w województwie wołyńskim, w pow. równieńskim, w gminie Aleksandrja. Do 17 września 1939 roku znajdował się tu garnizon macierzysty Batalionu KOP „Żytyń”. Od września 1939–1941 znalazł się pod okupacją sowiecką, a później od 1941–1944 pod okupacją niemiecką. W latach 1945–1991 miejscowość znajdowała się w Ukraińskiej SRR.

## Inne
Znajdująca się tu parafia rzymskokatolicka została erygowana przez biskupa diecezji łuckiej w roku 1934. Miejscowość jest także siedzibą parafii prawosławnej, której świątynia pochodzi z 1767.
Pobliska cukrownia w osiedlu „Żytyń-Cukrownia” należała do Jana Blocha, polskiego przedsiębiorcy żydowskiego pochodzenia.
W Żytyniu Wielkim urodził się Leonid Krawczuk, pierwszy prezydent Ukrainy.